# أرض الغد (فلم)
أرض الغد (بالإنجليزية: Tomorrowland) هو فيلم خيال علمي وغموض ومغامرة أمريكي من إخراج براد بيرد الذي كتبه وأنتجه مع دامون ليندلوف. الفيلم من بطولة جورج كلوني وبريت روبرتسون وهيو لوري. سيناريو الفيلم متأثر بشدة بفلسفة والت ديزني المتفائلة للابتكار والمدينة الفاضلة.
أحداث الفيلم تتبع فرانك وكيسي اللذان يسافران إلى مكان ما في الزمان والمكان يعرف فقط باسم أرض الغد حيث أفعالهم تؤثر بشكل مباشر على العالم وعلى أنفسهم.
صدر أرض الغد في 22 مايو 2015 وتلقى مراجعات إيجابية من النقاد.

## قصة
باستخدام زر سحري غامض، تدخل كاسي نيوتن (بريت روبرتسون) إلى أرض غامضة خفية للحظات، مما يأخذها في مغامرة لتقابل المُخترع المُنعزل فرانك واكر (جورج كلوني)، فرانك تمكن من قبل من دخول هذه الأرض الغامضة، ولكن تم طرده منها بواسطة المُخترع العظيم فرانك نيكس (هيو لورى). معا كاسي وفرانك يحاولان السفر لهذه الأرض للمرة الثانية.

## طاقم التمثيل
- جورج كلوني بدور «فرانك ووك»، وهو مخترعٌ شائب الرأس، تم نفيه من أرض الغد.[1] أدّى الممثل توماس روبنسون بدور فرانك حينما كان صغيرًا.[1][2]
- هيو لوري بدور «ديفيد نيكس»، قائد أرض الغد.[1]
- بريت روبرتسون بدور «كيسي نيوتن»، مراهقة متفائلة وبارعة في التكنولوجيا تعيش في كيب كانفرال، بفلوريدا.[1][3]
- كاثرين هان بدور أورسولا، وهي قاتلةٌ محترفةٌ مُتنكرةٌ تعمل في متجر «انفجار من الماضي».[4]
- بيارس غاغنون بدور نيت نيوتن، وهو شقيق كيسي.[1]
- جودي جرير بدور جيني نيوتن، وهي والدة كيسي.[1]
- غاري شوك بدور جوكي.[1]

## الإنتاج

### التطوير
تمت الموافقة على مشروع الفيلم من قِبل شون بيلي رئيس قسم الإنتاج في استديوهات أفلام والت ديزني في يونيو 2011، بعدما وقّع دامون ليندلوف عقدًا لتولّي كتابته وإنتاجه. في مايو 2012 تمّ توظيف براد بيرد ليكون مخرجًا للفيلم، وفي وقتٍ لاحقٍ في نوفمبر 2012، دخل الممثل جورج كلوني في المفاوضات لبطولة الفيلم. في فبراير 2013 انضم هيو لوري لطاقم الفيلم.

### التصوير
بدأ التصوير الرئيسي في إندربي بكولومبيا البريطانية في 19 أغسطس 2013، وأيضًا تمّ التصوير في فانكوفر ووسوري، بكولومبيا البريطانية، وانتهى في 15 يناير 2014.

## وصلات خارجية
- مقالات تستعمل روابط فنية بلا صلة مع ويكي بيانات

لا توجد روابط لمواقع التواصل الاجتماعي.